# Fizélyite
La fizélyite è un minerale che prende il nome da Sándor Fizély, ingegnere minerario che lo ha scoperto.

## Abito cristallino
Prismatico, striato.

## Origine e giacitura
In vene idrotermali. Il minerale è stato trovato ad Herja in Romania associato a solfuri di piombo ed antimonio (galena e semseyite).

## Forma in cui si presenta in natura
In cristalli prismatici, striati, senza le facce terminali.

## Proprietà chimico-fisiche
- Peso molecolare: 7536,06 grammomolecola[2]
- Solubilità: il minerale risulta solubile in acido nitrico con separazione di ossido di antimonio[1]
- Indice di elettroni: 4,86 g/cm³[2]
- Indici quantici[2]:
  - Fermioni: 0,08
  - Bosoni: 0,92
- Indici di fotoelettricità[2]:
  - PE: 828,02 barn/elettroni
  - ρ: 4021,60 barn/cm³
- Indici di radioattività: GRapi: 0 (Il minerale non è radioattivo)[2]